# 1989–90년 ISU 스피드스케이팅 월드컵
1989–90년 ISU 스피드스케이팅 월드컵은 국제 빙상 경기 연맹(ISU) 주관으로 1989년 11월 25일부터 1990년 3월 11일까지 열린 스피드스케이팅 월드컵 대회이다.

## 남자

### 경기
| 날짜                                                             | 장소       | 종목     | 1위               | 2위                     | 3위                 |
| ---------------------------------------------------------------- | ---------- | -------- | ----------------- | ----------------------- | ------------------- |
| 1989년 11월 25일-26일                                            | 베를린     | 500m     | 우베옌스 마이     | 구로이와 사토루         | 구로이와 야스시     |
| 1989년 11월 25일-26일                                            | 베를린     | 1000m    | 이고리 젤레좁스키 | 우베옌스 마이           | 배기태              |
| 1989년 11월 25일-26일                                            | 베를린     | 1500m    | 페터 아데베르크   | 유리 슐가               | 일다르 가라예프     |
| 1989년 11월 25일-26일                                            | 베를린     | 5000m    | 벤 판 데르 뷔르흐 | 마르쿠스 트뢰거         | 야로미르 라트케     |
| 1989년 12월 2일-3일                                              | 헤이그     | 1500m    | 페터 아데베르크   | 토마스 구스타프손       | 벤 판 데르 뷔르흐   |
| 1989년 12월 2일-3일                                              | 헤이그     | 5000m    | 게이르 칼스타     | 벤 판 데르 뷔르흐       | 토마스 구스타프손   |
| 1989년 12월 9일-10일                                             | 시엔       | 1500m    | 벤 판 데르 뷔르흐 | 오네 쇤롤               | 요아킴 칼베리       |
| 1989년 12월 9일-10일                                             | 시엔       | 5000m    | 바르트 펠드캄프   | 요한 올라브 코스        | 벤 판 데르 뷔르흐   |
| 1989년 12월 9일-9일                                              | 가루이자와 | 500m(1)  | 우베옌스 마이     | 배기태 로만 포파추크    |                     |
| 1989년 12월 9일-9일                                              | 가루이자와 | 500m(2)  | 우베옌스 마이     | 구로이와 야스시         | 댄 잰슨             |
| 1989년 12월 9일-9일                                              | 가루이자와 | 1000m(1) | 우베옌스 마이     | 댄 잰슨                 | 배기태              |
| 1989년 12월 9일-9일                                              | 가루이자와 | 1000m(2) | 우베옌스 마이     | 배기태                  | 모리야마 호즈미     |
| 1989년 12월 16일-17일                                            | 서울       | 500m(1)  | 우베옌스 마이     | 댄 잰슨                 | 이고리 젤레좁스키   |
| 1989년 12월 16일-17일                                            | 서울       | 500m(2)  | 우베옌스 마이     | 댄 잰슨                 | 이고리 젤레좁스키   |
| 1989년 12월 16일-17일                                            | 서울       | 1000m(1) | 우베옌스 마이     | 이고리 젤레좁스키       | 안드레이 바흐발로프 |
| 1989년 12월 16일-17일                                            | 서울       | 1000m(2) | 이고리 젤레좁스키 | 우베옌스 마이           | 배기태              |
| 1990년 1월 13일-14일                                             | 다보스     | 500m     | 우베옌스 마이     | 메노 불스마             | 페터 아데베르크     |
| 1990년 1월 13일-14일                                             | 다보스     | 1000m    | 우베옌스 마이     | 우베 슈트레프           | 올라프 칭케         |
| 1990년 1월 13일-14일                                             | 다보스     | 1500m    | 요한 올라브 코스  | 올라프 칭케             | 미하엘 하트시프     |
| 1990년 1월 13일-14일                                             | 다보스     | 5000m    | 요한 올라브 코스  | 바르트 펠드캄프         | 벤 판 데르 뷔르흐   |
| 1990년 1월 19일-20일 1990년 유럽 선수권 대회 헤이렌베인          |            |          |                   |                         |                     |
| 1990년 2월 3일                                                   | 인스브루크 | 500m     | 우베옌스 마이     | 댄 잰슨                 | 배기태              |
| 1990년 2월 3일                                                   | 인스브루크 | 1500m    | 요한 올라브 코스  | 오네 쇤롤               | 벤 판 데르 뷔르흐   |
| 1990년 2월 4일                                                   | 콜랄보     | 500m     | 우베옌스 마이     | 댄 잰슨                 | 안드레 조베크       |
| 1990년 2월 4일                                                   | 콜랄보     | 1000m    | 댄 잰슨           | 파베우 아브라트키에비치 | 케빈 스콧           |
| 1990년 2월 4일                                                   | 콜랄보     | 5000m    | 요한 올라브 코스  | 게이르 칼스타           | 헤라르트 켐커르스   |
| 1990년 2월 17일-18일 1990년 세계 올라운드 선수권 대회 인스브루크 |            |          |                   |                         |                     |
| 1990년 2월 24일-25일 1990년 세계 스프린트 선수권 대회 트롬쇠     |            |          |                   |                         |                     |
| 1990년 2월 25일                                                  | 예테보리   | 1500m    | 헤라르트 켐커르스 | 토마스 구스타프손       | 바르트 펠드캄프     |
| 1990년 2월 25일                                                  | 예테보리   | 5000m    | 바르트 펠드캄프   | 게이르 칼스타           | 요한 올라브 코스    |
| 1990년 3월 3일-4일                                               | 헬싱키     | 500m     | 댄 잰슨           | 비에른 포르슬룬드       | 닉 토메츠           |
| 1990년 3월 3일-4일                                               | 헬싱키     | 1000m    | 올라프 칭게       | 댄 잰슨                 | 에릭 플레임         |
| 1990년 3월 3일-4일                                               | 헬싱키     | 1500m    | 올라프 칭게       | 요한 올라브 코스        | 미하엘 하트시프     |
| 1990년 3월 3일-4일                                               | 헬싱키     | 5000m    | 바르트 펠드캄프   | 게이르 칼스타           | 페르 벵트손         |
| 1990년 3월 10일-11일                                             | 헤이렌베인 | 500m(1)  | 우베옌스 마이     | 댄 잰슨                 | 안드레이 바흐발로프 |
| 1990년 3월 10일-11일                                             | 헤이렌베인 | 500m(2)  | 우베옌스 마이     | 댄 잰슨                 | 안드레이 바흐발로프 |
| 1990년 3월 10일-11일                                             | 헤이렌베인 | 1000m    | 우베옌스 마이     | 올라프 칭게             | 안드레이 바흐발로프 |
| 1990년 3월 10일-11일                                             | 헤이렌베인 | 1500m    | 요한 올라브 코스  | 벤 판 데르 뷔르흐       | 올라프 칭게         |
| 1990년 3월 10일-11일                                             | 헤이렌베인 | 5000m    | 바르트 펠드캄프   | 요한 올라브 코스        | 게이르 칼스타       |
| 1990년 3월 10일-11일                                             | 헤이렌베인 | 10000m   | 게이르 칼스타     | 바르트 펠드캄프         | 요한 올라브 코스    |
| 1990년 3월 10일-13일 1990년 동계 아시안 게임 삿포로              |            |          |                   |                         |                     |

### 월드컵 랭킹
| 순위 | 선수                | 포인트 |
| ---- | ------------------- | ------ |
| 1    | 우베옌스 마이       | 225    |
| 2    | 댄 잰슨             | 193    |
| 3    | 배기태              | 110    |
| 4    | 안드레 조베크       | 102    |
| 5    | 비에른 포르슬룬드   | 95     |
| 6    | 안드레이 바흐발로프 | 89     |
| 7    | 구로이와 야스시     | 84     |
| 8    | 이고리 젤레좁스키   | 83     |
| 9    | 메노 불스마         | 81     |
| 9    | 토마시 얀코프스키   | 81     |

| 순위 | 선수                    | 포인트 |
| ---- | ----------------------- | ------ |
| 1    | 우베옌스 마이           | 169    |
| 2    | 댄 잰슨                 | 131    |
| 3    | 올라프 칭게             | 98     |
| 4    | 배기태                  | 97     |
| 5    | 파베우 아브라트키에비치 | 95     |
| 6    | 이고리 젤레좁스키       | 90     |
| 7    | 안드레이 바흐발로프     | 79     |
| 8    | 비에른 포르슬룬드       | 78     |
| 9    | 보 셰니그               | 75     |
| 10   | 아리 루프               | 69     |

| 순위 | 선수              | 포인트 |
| ---- | ----------------- | ------ |
| 1    | 요한 올라브 코스  | 129    |
| 2    | 벤 판 데르 뷔르흐 | 123    |
| 3    | 올라프 칭게       | 109    |
| 4    | 미하엘 하트시프   | 105    |
| 5    | 페터 아데베르크   | 94     |
| 6    | 요아킴 칼베리     | 89     |
| 7    | 오네 쇤롤         | 86     |
| 8    | 마르쿠스 트뢰거   | 84     |
| 9    | 헤라르트 켐커르스 | 75     |
| 10   | 바르트 펠드캄프   | 67     |

| 순위 | 팀                 | 포인트 |
| ---- | ------------------ | ------ |
| 1    | 바르트 펠드캄프    | 162    |
| 2    | 게이르 칼스타      | 154    |
| 3    | 요한 올라브 코스   | 146    |
| 4    | 벤 판 데르 뷔르흐] | 129    |
| 5    | 헤라르트 켐커르스  | 105    |
| 6    | 페르 벵트손        | 104    |
| 7    | 토마스 보스        | 99     |
| 8    | 토마스 구스타프손  | 97     |
| 9    | 요아킴 칼베리      | 80     |
| 10   | 야로미르 라트케    | 78     |

## 여자

### 경기
| 날짜                                                         | 장소           | 종목     | 1위                       | 2위                   | 3위                   |
| ------------------------------------------------------------ | -------------- | -------- | ------------------------- | --------------------- | --------------------- |
| 1989년 11월 25일-26일                                        | 베를린         | 500m     | 앙겔라 하우크             | 크리스티너 아프팅크   | 하시모토 세이코       |
| 1989년 11월 25일-26일                                        | 베를린         | 1000m    | 앙겔라 하우크             | 하시모토 세이코       | 크리스티너 아프팅크   |
| 1989년 11월 25일-26일                                        | 베를린         | 1500m    | 군다 클레만               | 자클린 뵈르너         | 콘스탄체 모저         |
| 1989년 11월 25일-26일                                        | 베를린         | 3000m    | 군다 클레만               | 하이케 샬링           | 콘스탄체 모저         |
| 1989년 12월 2일-3일                                          | 흐로닝언       | 1500m    | 콘스탄체 모저             | 자클린 뵈르너         | 에메세 네메트후니아디 |
| 1989년 12월 2일-3일                                          | 흐로닝언       | 3000m    | 군다 클레만               | 콘스탄체 모저         | 하이케 샬링           |
| 1989년 12월 9일-10일                                         | 가루이자와     | 500m(1)  | 앙겔라 하우크             | 보니 블레어           | 하시모토 세이코       |
| 1989년 12월 9일-10일                                         | 가루이자와     | 500m(2)  | 앙겔라 하우크             | 보니 블레어           | 하시모토 세이코       |
| 1989년 12월 9일-10일                                         | 가루이자와     | 1000m(1) | 앙겔라 하우크             | 하시모토 세이코       | 보니 블레어           |
| 1989년 12월 9일-10일                                         | 가루이자와     | 1000m(2) | 앙겔라 하우크 보니 블레어 |                       | 하시모토 세이코       |
| 1989년 2월 16일-17일                                         | 서울           | 500m(1)  | 앙겔라 하우크             | 보니 블레어           | 하시모토 세이코       |
| 1989년 2월 16일-17일                                         | 서울           | 500m(2)  | 보니 블레어               | 앙겔라 하우크         | 크리스티너 아프팅크   |
| 1989년 2월 16일-17일                                         | 서울           | 1000m(1) | 앙겔라 하우크             | 하시모토 세이코       | 왕슈리                |
| 1989년 2월 16일-17일                                         | 서울           | 1000m(2) | 앙겔라 하우크             | 하시모토 세이코       | 왕슈리                |
| 1990년 1월 17일-18일 1990년 유럽 선수권 대회 헤이렌베인      |                |          |                           |                       |                       |
| 1990년 2월 3일-4일                                           | 레이크플래시드 | 500m     | 보니 블레어               | 크리스티너 아프팅크   | 하시모토 세이코       |
| 1990년 2월 3일-4일                                           | 레이크플래시드 | 1000m    | 하시모토 세이코           | 보니 블레어           | 크리스티너 아프팅크   |
| 1990년 2월 3일-4일                                           | 레이크플래시드 | 1500m    | 보니 블레어               | 에메세 네메트후니아디 | 산드라 푸텔링크       |
| 1990년 2월 3일-4일                                           | 레이크플래시드 | 3000m    | 하네커 더 프리스          | 리아 판 스히          | 하시모토 세이코       |
| 1990년 2월 10일-11일 1990년 세계 올라운드 선수권 대회 캘거리 |                |          |                           |                       |                       |
| 1990년 2월 14일-15일                                         | 뷰트           | 500m     | 보니 블레어               | 크리스티너 아프팅크   | 하시모토 세이코       |
| 1990년 2월 14일-15일                                         | 뷰트           | 1000m    | 보니 블레어               | 하시모토 세이코       | 크리스티너 아프팅크   |
| 1990년 2월 14일-15일                                         | 뷰트           | 1500m    | 보니 블레어               | 콘스탄체 모저         | 하시모토 세이코       |
| 1990년 2월 24일-25일 1990년 세계 스프린트 선수권 대회 트롬쇠 |                |          |                           |                       |                       |
| 1990년 3월 3일-4일                                           | 인첼           | 500m     | 보니 블레어               | 앙겔라 하우크         | 모니크 가르브레히트   |
| 1990년 3월 3일-4일                                           | 인첼           | 1000m    | 보니 블레어               | 앙겔라 하우크         | 크리스티너 아프팅크   |
| 1990년 3월 3일-4일                                           | 인첼           | 1500m    | 자클린 뵈르너             | 하시모토 세이코       | 하이케 샬링           |
| 1990년 3월 3일-4일                                           | 인첼           | 3000m    | 자클린 뵈르너             | 군다 클레만           | 엘레나 벨치           |
| 1990년 3월 3일-4일                                           | 인첼           | 5000m    | 군다 클레만               | 자클린 뵈르너         | 하이케 샬링           |
| 1990년 3월 10일-13일 1990년 동계 아시안 게임 삿포로          |                |          |                           |                       |                       |

### 월드컵 랭킹
| 순위 | 선수                 | 포인트 |
| ---- | -------------------- | ------ |
| 1    | 앙겔라 하우크        | 144    |
| 1    | 보니 블레어          | 144    |
| 3    | 크리스티너 아프팅크  | 122    |
| 4    | 하시모토 세이코      | 116    |
| 5    | 에델 테레세 회이세트 | 93     |
| 6    | 아니타 로르바흐      | 85     |
| 7    | 왕슈리               | 69     |
| 8    | 유선희               | 60     |
| 9    | 엘세 랑니 위트레달   | 58     |
| 10   | 헤르마 메이여르      | 57     |

| 순위 | 선수                  | 포인트 |
| ---- | --------------------- | ------ |
| 1    | 앙겔라 하우크         | 147    |
| 2    | 보니 블레어           | 135    |
| 3    | 하시모토 세이코       | 129    |
| 4    | 크리스티너 아프팅크   | 116    |
| 5    | 엘세 랑니 위트레달    | 84     |
| 6    | 에델 테레세 회이세트  | 74     |
| 7    | 왕슈리                | 71     |
| 8    | 유선희                | 55     |
| 9    | 아니타 로르바흐       | 54     |
| 10   | 에메세 네메트후니아디 | 53     |

| 순위 | 선수                  | 포인트 |
| ---- | --------------------- | ------ |
| 1    | 자클린 뵈르너         | 85     |
| 2    | 콘스탄체 모저         | 80     |
| 3    | 에메세 네메트후니아디 | 76     |
| 4    | 보니 블레어           | 68     |
| 5    | 하시모토 세이코       | 60     |
| 6    | 군다 클레만           | 58     |
| 7    | 하이케 샬링           | 53     |
| 8    | 엘레나 벨치           | 51     |
| 9    | 헤르마 메이여르       | 43     |
| 10   | 리아 판 스히          | 41     |

| 순위 | 팀                    | 포인트 |
| ---- | --------------------- | ------ |
| 1    | 군다 클레만           | 97     |
| 2    | 자클린 뵈르너         | 80     |
| 3    | 하이케 샬링           | 77     |
| 4    | 콘스탄체 모저         | 76     |
| 5    | 엘레나 벨치           | 68     |
| 6    | 리아 판 스히          | 61     |
| 7    | 헤르마 메이여르       | 56     |
| 8    | 에메세 네메트후니아디 | 50     |
| 9    | 자비네 베커           | 36     |
| 10   | 스베틀라나 보이코     | 34     |